# Vin fruité
 (mai 2024).
Ne doit pas être confondu avec Vin de fruits.

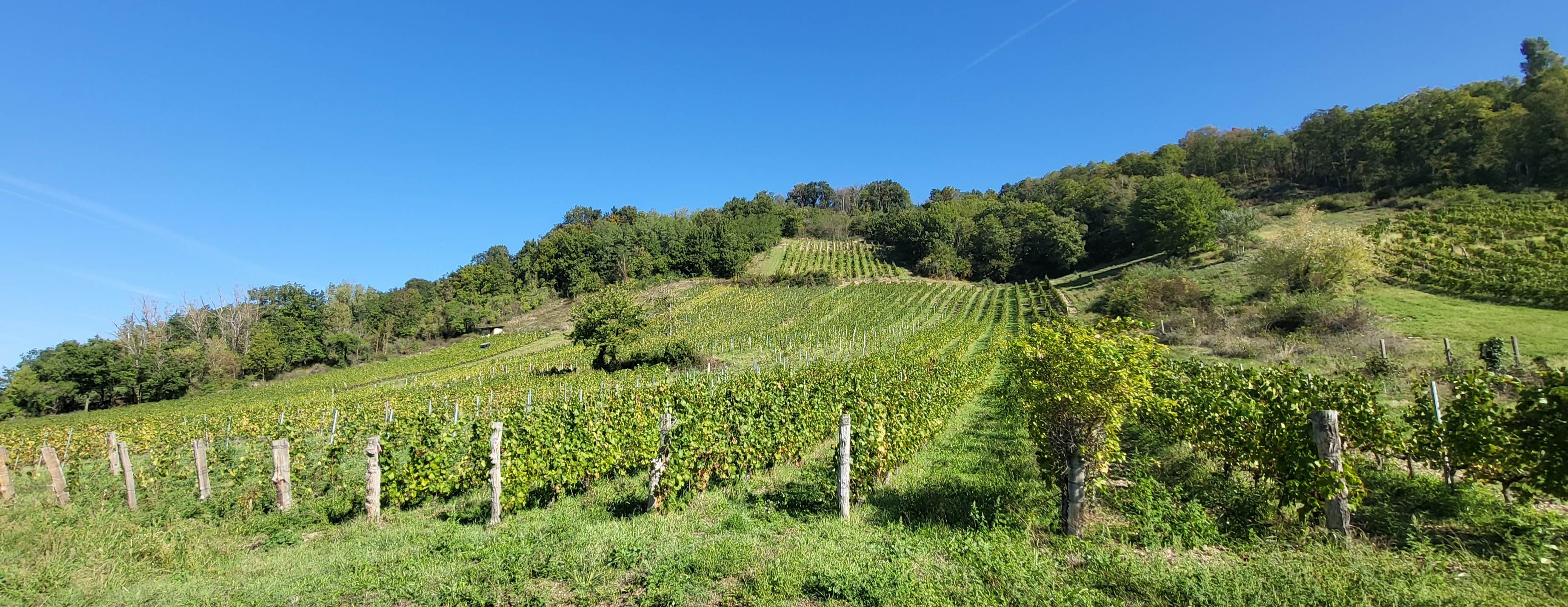
Plus que la parcelle et le mode de culture, c'est le cépage qui peut donner le fruité d'un vin

Le terme vin fruité désigne un vin dégageant des arômes que l’on associe à de nombreux fruits frais. Ce sont les « arômes primaires » d’un vin. Les arômes primaires sont liés directement aux cépages utilisés pour produire les différents vins.

## Définition
Tous les vins sont plus ou moins fruités, mais on dit couramment d’un vin qu'il est fruité si l’on détecte à la dégustation des arômes de certains fruits. Ce sont les arômes ressentis grâce à l’odorat qui permettent d'apprécier un vin avant même de l’avoir en bouche. L’odorat intervient également lors de la dégustation proprement dite. Les molécules gazeuses aromatiques sont perçues par l’arrière de la cavité nasale soit en passant par les narines lorsque nous inspirons, soit par rétro-olfaction, voie plus indirecte reliant la bouche au nez.
L'utilisation du terme fruité est parfois utilisé pour décrire des notes épicées ou florales éloignées d’odeur de fruit. Il correspond en fait plutôt à une expression aromatique jugée positive et intense en opposition au caractère boisé. Un vin fruité se caractérise souvent par une couleur vive, une sensation aromatique, souple et fraîche avec peu de tannins.
Les « arômes primaires » d’un vin peuvent être classés classe par familles : floral, fruité, végétal, minéral ou épicé. Ces arômes s’expriment davantage lorsque le vin est dans sa jeunesse et qu’il n’a pas été élevé en fût de chêne.
Pour les vins rouges, les arômes fruités les plus courants sont : cassis, framboise, fraise, cerise, mûre, groseille, griotte, olives noires ou pruneaux.
Pour les vins blancs, les arômes les plus fréquents sont les différents agrumes (pamplemousse, citron, orange), abricot, banane, coing, ananas, figue, pêche, pomme, poire, melon, les fruits exotiques (mangue, litchi, papaye) et même certains fruits secs (noisette, amande, noix).

### Classement sensoriel de la typicité par type de "fruité"
L’expression de la typicité peut être analysée selon deux groupes: 
- Le « Déroulé fruité » qui traduit le degré de maturité globale du raisin. Il n’est pas l’expression des divers types de fruits, mais ces derniers illustrent la diversité au sein de chaque classe.
- La « Série dérivée » qui décrit les autres caractères aromatiques que les variations du fruité; leur présence n’est pas systématique.

Les différentes catégories du « Déroulé fruité » sont, :
- Végétal : herbe, foin, feuille froissée, buis, asperge, bourgeon de cassis, poivron vert.
- Fruit vert : pomme Granny, pomme ou poire croquante, kiwi, banane verte.
- Fruit frais :
  - sauvage (acidulé) : mûre, myrtille, cassis, groseille, framboise, griotte, fraise des bois
  - juteux et charnu : grenade, cerise, fraise, prune
  - agrume : citron, citron vert, pamplemousse, pamplemousse rose, orange, orange amère, mandarine, cédrat
  - exotique (arômes capiteux) : pêche, fruit de la passion, banane, melon/papaye, mangue, litchi.
- Fruit mûri : abricot, bigarreau, fraise écrasée, banane mûre, raisin muscat.
- Fruit confit ou sur-mûris, en compotes ou en gelée, confiture, cerise "à l’eau de vie", agrume confit, pâte de coing, cacao.
- Fruit séché : raisin sec, abricot sec, pruneau, figue sèche, datte, olive.
- Fruit sec : noix, noisette, amande.
- Fruit dégradé : liqueur de cassis oxydée, fraise écrasée, fruit passé.
- Fruit bouilli : pruneau bouilli, goji.

Ce classement peut être complété par une « Série dérivée » sur les autres familles d'arômes dans laquelle on distingue :
- Minéral : 
  - pierre à fusil/silex
  - essence
- Balsamique/plantes aromatiques méditerranéennes de garrigue ou maquis : 
  - thym-romarin-sauge
  - cyste
  - résine-térébenthine
  - myrte-lentisque
  - genièvre
- Floral : 
  - fleurs d’agrumes
  - fleurs jaunes/jasmin
  - rose
  - violette
  - miel
- Épicé : 
  - poivre blanc
  - oivre noir
  - gingembre
  - noix muscade
  - épices douces
  - cannelle
- Brûlé : 
  - fumée
  - encens
  - café/torréfaction
  - réglisse
  - cacao
- Animal-Organique : 
  - viennoiserie/levure
  - lacté/beurré
  - cuir/gibier
  - viande fumée
  - faisandé/tripou
- Boisé : 
  - boisé-résine
  - boisé-vanille
  - boisé-coco
  - boisé brûlé
- Humus : 
  - sous-bois
  - champignon
  - champignon sec
  - truffe/butane

## Quelques vins rouges fruités
Les caractéristiques des vins rouges sont diverses : charpentés, ronds, riches, légers. Dans plusieurs régions certains sont réputés pour leur "fruité".
Les beaujolais-villages sont des vins produits avec le cépage gamay qui donne des arômes de fruits rouges où dominent le cassis et la fraise associé souvent par des notes florales comme la violette. Ce sont des vins peu tanniques qui font ressortir des arômes fruités.
Les vins rouges de Touraine de la Vallée de la Loire et l’AOC Touraine sont également des gamay, mais aussi des cabernet franc  ou des cabernet sauvignon. Ces vins présentent généralement une robe couleur cerise attrayante et un bouquet bien fruité. Le Gamay produit des notes de fraise et le Cabernet Franc de la framboise.
Le pinot-noir d'Alsace est le seul cépage rouge autorisé du vignoble alsacien. Il peut donner des vins aux arômes très différents, tantôt structurés et boisés, tantôt fruités et légers. S’il n’est pas élevé en fût de chêne, ce cépage donne des vins aux arômes de petits fruits rouges qu’il est préférable de déguster jeunes.

## Quelques vins blancs fruités
Les vins blancs qu'ils soient minéraux, doux, effervescents ou boisés, sont généralement réputés fruités. La diversité des vins blancs aux arômes fruités est très importante.
Chez les vins IGP pays-d'oc (IGP) quatre cépages blancs principaux se démarquent : le chardonnay, le sauvignon blanc, le viognier et le muscat blanc à petits grains. On peut leur trouver des notes de fruits exotiques comme le litchi ou l’ananas, mais aussi des notes d’agrumes comme le pamplemousse, le citron ou l’orange. Certains sont plus marqués par les arômes de pommes ou de pêche, de nectarine ou plus simplement de raisin.
Le sylvaner en Alsace est un vin blanc frais, vif, sec, léger et fringuant. Il contient des notes florales et citronnées. Dans un autre registre, la réputation du gewurztraminer n'est  plus à faire.
Dans le Sud-Ouest de la France, les côtes-de-gascogne peuvent être des vins blancs secs ou doux issus de cépages tels que le colombard, la muscadelle, le gros manseng ou le petit manseng.
Le condrieu est un vin blanc fruité exceptionnel issu du cépage viognier qui passe entre 10 et 12 mois en barrique neuve. Il dégage  des arômes d’abricot ou de pêche, ainsi que des notes de litchi.

## Autres facteurs influençant le fruité[3]
- La maturité à la récolte : des rapports feuilles/fruits trop élevés donnent des raisins concentrés, où la richesse en polyphénols et en tannins peut compromettre le potentiel aromatique. Il est préférable de récolter des raisins en très légère sous-maturité que des raisins trop mûrs. Il faut rechercher des raisins tendres, des pépins mûrs avec peu d’amertume.
- les techniques viticoles doivent faciliter la pénétration du soleil dans la végétation et l’éclairement des grappes, favorisent la dégradation des pyrazines et améliorent l’expression fruitée. Dans ce but il faut pratiquer : 
  - l’effeuillage : les études réalisées par l’IFV Sud-Ouest ont montré qu’un effeuillage précoce (à la nouaison) avait globalement le plus d’impacts favorables. Lorsque l’on s’intéresse uniquement au caractère fruité, un effeuillage tardif (à la mi-véraison) semble préférable,
  - l'ébourgeonnage, l'éclaircissage, l'élimination des entre-cœurs.
- Avant la fermentation, il est conseillé d’érafler la vendange afin d’éviter les notes herbacées et un déséquilibre du rapport tannins/anthocyanes.
- La macération doit favoriser l'expression des arômes et de la couleur tout en limitant celles des tannins. Dans ce but les points à prendre en compte sont :
  - l’utilisation de levures spécialisées pour la production de vin fruité. Celles de type « primeur » produisent des quantités importantes d’esters fermentaires au détriment des arômes variétaux.
  - la température de fermentation doit être adaptée en fonction du cépage et du produit recherché. Il vaut mieux privilégier des températures de l’ordre de 20 à 24°C, afin d’éviter dans la cuve des remous importants à l’origine de perte aromatique ainsi que des phénomènes d’évaporation,
  - une macération courte de 4 à 5 jours qui permet l’extraction des arômes et des anthocyanes de manière précoce. Les remontages doivent être doux.
  - un décuvage précoce pour limiter l’extraction des tannins, couplée avec une fin de fermentation alcoolique en phase liquide à 18-20°C,
  - les jus de presse peuvent être incorporés en fonction de la dégustation,
  - les soutirages post-fermentation alcoolique doivent intervenir précocement, pour éliminer les lies grossières, conserver la fraîcheur.
- les intrants utilisés en vinification ou en élevage peuvent avoir un impact sur le "fruité" :
  - les enzymes utilisés  peuvent permettre de mieux gérer l’extraction,
  - l’emploi de tannins œnologiques peut permettre de raccourcir la cuvaison, de réaliser une partie plus importante de la fermentation en phase liquide et donc d’obtenir plus facilement des arômes fruités,
  - les copeaux de bois frais renforcent le caractère fruité tout en apportant de la rondeur,
  - l’emploi de bactéries lactiques peut permettre un enclenchement rapide de la fermentation malolactique et limiter les déviances organoleptiques,
  - l’azote ammoniacal peut permettre de limiter le risque d’apparition de goût de réduit.
- les techniques de vinification spéciales utilisables :
  - la macération préfermentaire à froid ou MPF. Technique consistant à maintenir la vendange pendant 3 à 5 jours à des températures comprises entre 8 et 15°C est discutée.
  - les procédés d’extraction par le froid comme la cryo-macération dynamique (procédé IMECA) ou l’extraction à l’aide de glace carbonique peut faciliter l’extraction des composés utiles.
  - la thermovinification, la flash détente ou la thermo-détente sont des procédés consistant à traiter thermiquement la vendange. Cette technique permet l’obtention de vins plutôt fruités ou structurés en fonction du choix technologique (pressurage direct ou macération). Si l’on privilégie la voie fermentaire en phase liquide, on obtiendra plus facilement des vins fruités, aromatiques et peu tanniques.
- La gestion de l’élevage et la mise en bouteille :
  - les arômes de fruits frais étant très sensibles à l’oxydation, il est important de ne pas dissoudre trop d’oxygène à chaque opération.
  - la température de conservation doit être régulée en période chaude afin de conserver les qualités aromatiques du vin.
  - la mise en bouteille doit être précoce.